# Сюе Сяолан
Сюе Сяолан, або ShaoLan Hsueh (також відома як Heidi Hsueh; кит. трад.: 薛曉嵐; піньїнь: Xuē Xiǎolán) — тайванська авторка, дизайнерка, венчурна капіталіста, тех підприємиця, ведуча подкасту, спікерка і творчиня системи вивчення китайської мови Chineasy. Будучи студенткою коледжу в Тайвані вона написала декілька довідників із програмного забезпечення, які стали бестселерами й широко розповсюджувалися корпорацією Майкрософт. Також була співзасновницею інтернет-компанії pAsia. У 2005 році, навчаючись на ступінь магісторки в Кембриджі, вона заснувала Caravel Capital. Сює представила Chineasy під час промови TED у 2013 році, а згодом написала кілька книг та інших засобів навчання для розповсюдження цього методу вивчення китайської.

## Раннє життя та освіта
Сюе народилася в Тайбеї у сім'ї дизайнера Сюе Руйфана, математика та інженера, який став відомим керамістом та каліграфині Лінь Фанцзі. Виросла в Тайвані разом із сестрами Йозефіною та Анчі.
В 1993 вона отримала ступінь магістра ділового адміністрування в Національному університеті Ченчі, після чого переїхала до Великої Британії, де вона здобула спеціалізацію магістр психології у коледжі Ньюнхем Кембриджського університету.

## Кар'єра
Навчаючись на ступінь MBA, Сюе написала довідник користувача Microsoft після чого вийшло ще три додаткові книги. Кожна книга стала бестселером та отримала нагороду «Книга року» в Тайвані. Вони розповсюджувалися Microsof комплектом.
Вона була співзасновником pAsia, великої інтернет-компанії в Азії, з офісами в Тайбеї та Пекіні яка в 1990-х керувала аукціонними сайтами та соціальними вебсайтами, ліцензувала патентовані технології. Інвестували в PAsia Intel, Goldman Sachs та Citigroup. Отримавши другий ступінь магістра в Кембриджському університеті, в 2005 Сюе заснувала компанію Caravel Capital, яка надавала консультативні послуги та інвестиції технологічним стартапам.

### Chineasy
Намагаючись навчити китайської своїх дітей, народжених у Британії, Сюе створила систему навчання на основі піктограм, проаналізувавши результати алгоритму для визначення найпоширеніших окремих елементів у тисячах китайських символів. У лютому 2013 року її запросили до Каліфорнії, з виступом на TED Talk, «Навчіться читати китайською мову… легко!» (англ.: Learn to read Chinese … with ease!), де вона представила свій метод.
Після виступу хтось з аудиторії створив допис у блозі який призвів до більш ніж 8000 прямих запитів до Сюе. Після чого було проведено кампанія краудфандингу на Kickstarter результатом якої у березні 2014 року вийшла книга Chineasy: The New Way to Read Chinese у співпраці з графічним дизайнером Noma Bar. Також було випущено мобільний додаток. Книгу перекладено та видано 19 мовами.
Після публікації її першої книги Chineasy, Сюе видала Chineasy Everyday: Learning Chinese Through Its Culture (2016), Chineasy Everyday: The World of Chineasy Characters (2016), Chineasy Travel (2018) та Chineasy for Children (2018), з робочими книгами, флеш-картками та іншими засоби навчання. Її мати внесла вклад у каліграфічну частину публікацій.

## Діяльність у медіа
Після першого виступу на TED Talk у 2013 році, Сюе також мала виступ у 2016 році з промовою, «Китайський зодіак, пояснення». Вона є публічною спікеркою, і з'являлася на The Guilty Feminist, під час прямого ефіру в лондонському театрі Leicester Square. У Сюе також ведуча подкасту Talk Chineasy та восьми частин подкасту «Досягай успіху глобально» (англ.: Thrive Global) «Як досягти успіху: уроки стародавньої китайської мудрості» (англ.: How to Thrive: Lessons From Ancient Chinese Wisdom).
Включена виданням The Sunday Times до спуску з 21 «Провідних жінок у техніці 2015 року» та «Жінка, яка об'єднує тебе з Китаєм», від Apple Inc. У 2018 році в Міжнародний жіночий день її також відзначили Microsoft «Особистістю дії», та двічі демонстрували на рекламних щитах Таймс Сквер у 2018 та 2019 роках. Журнал «Entrepreneur» назвав Сюе «однією з шести жінок з азійським корінням, що переосмислюють творче підприємництво» у 2019 році.

## Членство
Сюе є підписантом «Обіцянки засновника» і була членкинею правління різних неприбуткових організацій Великої Британії, включаючи музей Вікторії та Альберта та Азійський дім. Також була членом Консультативної ради з питань бізнес-школи Saïd Оксфордського університету.

## Особисте життя
Сюе проживає в Лондоні з двома дітьми. Займається лижним спортом. Як складову щоденного розпорядку Сюе називає «тренування з важкою вагою, розпарювання та копіювання Сутри серця».